# Hermann Alexander Müller
Pour les articles homonymes, voir Müller et Hermann Müller (homonymie).
 (décembre 2020).
Le contenu est difficilement compréhensible vu les erreurs de traduction, qui sont peut-être dues à l'utilisation d'un logiciel de traduction automatique.
Hermann Alexander Müller, né le 14 février 1814 à Brême et mort le 27 mai 1894 dans la même ville, est un philologue, professeur, historien de l'art et bibliographe allemand.

## Biographie
Hermann Alexander Müller naît le 14 février 1814 à Brême. Il est le fils de Johann Philipp Müller et de Catharine Elisabeth Forstner.
Il fréquente le lycée de Brême jusqu'à Pâques 1832. Il étudie ensuite la philologie aux universités de Bonn, Berlin et de Munich. En 1836, il obtient son doctorat à Bonn et dédie sa thèse à Wilhelm Ernst Weber, le directeur du lycée de Brême puis il enseigne le français dans les lycées de Rinteln, Kassel et de Fulda. À Fulda, il enseigne sous la direction d'Ernst Friedrich Johann Dronke (en) et publie un article, Observations sur les enfants d’Édouard de Delavigne et sur les rapports de cette tragédie au Richard III de Shakespeare. À partir de 1847, il devient professeur de lycée à Brême. En 1859, il est employé comme professeur au gymnasium de Brême. Il prend sa retraite à l'automne 1878. 
Il est membre du conseil d'administration du Künstler-Verein à Brême et son bibliothécaire. Son œuvre principale est le Biographische Künstler-Lexikon (Dictionnaire biographique des artistes), qui est largement diffusé, notamment après sa mort dans l'édition de Hans Wolfgang Singer.
Hermann Alexander Müller meurt le 27 mai 1894 dans sa ville natale.

## Publications
- Panathenaica, Koenig et van Borcharen, Bonn, 1837 (Dissertation)
- Observations sur les enfants d’Édouard de Delavigne et sur les rapports de cette tragédie au Richard III de Shakespeare, In: Jahresbericht über das Kurfürstliche Gymnasium zu Fulda, 1844
- Französische Grammatik. Dritte Abtheilung: Syntaktische Beiträge, Carl Hochhausen, Iéna, 1849
- Französisches Lesebuch für die mittleren Klassen der Gymnasien. Mit besonderer Rücksicht auf des Herausgebers französische Grammatik, 2, Aufl. Mauke, Iéna, 1853
- Die mittelalterlichen Kirchengebäude Deutschlands. Nach der alphabetischen Reihenfolge ihrer Oerter, T. O. Weigel, Leipzig, 1856
- Karte der mittelalterlichen Kirchen-Architectur Deutschlands, T. O. Weigel, Leipzig, 1856
- Die Museen und Kunstwerke Deutschlands. Ein Handbuch für Reisende und Heingekehrte. Erster Theil: Norddeutschland, mit Einschluß der Rheinlande bis Trier, Mainz und Frankfurt, Verlagsbuchhandlung J. J. Weber, Leipzig, 1857
- Die Museen und Kunstwerke Deutschlands. Ein Handbuch für Reisende und Heingekehrte. Zweiter Theil: Süddeutschland, Verlagsbuchhandlung J. J. Weber, Leipzig, 1858
- Der Dom zu Bremen und seine Kunstdenkmale. Mit eingedruckten Holzschnitten und vier Tafeln nach Zeichnungen des Dombaumeisters Johann Wetzel, C. Ed. Müller, Brême, 1861
- Die Bilderhandschriften des Mittelalters in den Bibliotheken der Stadt und der Hauptschule zu Bremen, In: Programm der Hauptschule zu Bremen, F. C. Dubbers, Brême, 1863
- Die Ruinen des Klosters Hude im Grossherzogthum Oldenburg. Mit einer Ansicht und einem Grundriß von Kloster Hude, E. D. Müller, 1867
- Der Taufkessel des Doms zu Bremen, In: Bremisches Jahrbuch, vol. 6, 1871, p. 26–34
- Französische Grammatik für Gymnasien. Nebst den Aufgaben zum Übersetzen aus dem Deutschen ins Französische, 6, Aufl. Mauke, Iéna, 1871.
- Chronik des königlichen Hoftheaters zu Hanover. Ein Beitrag zur deutschen Theatergeschichte, Helwing, Hanovre, 1876
- avec Oskar Mothes, Illustrirtes archäologisches Wörterbuch der Kunst des germanischen Alterthums, des Mittelalters und der Renaissance sowie der mit den bildenden Künsten in Verbindung stehenden Ikonographie, Kostümkunde, Waffenkunde, Baukunde, Geräthkunde, Heraldik und Epigraphik. Für Archäologen, Sammler, Kunsthistoriker, Freunde des Alterthums und der Geschichte, 2 vol., Otto Spamer, Leipzig, 1877-1878
- Gedenkbuch der freien Hansestadt Bremen sowie der Hafenstädte Bremerhaven und Vegesack für das Vierteljahrhundert 1851–1875, M. Heinsius, Brême, 1876
- Scherz und Ernst. Plaudereien eines alten Comödianten, Helwing, Hanovre, 1878
- Biographisches Künstler-Lexikon. Die bekanntesten Zeitgenossen auf dem Gebiet der bildenden Künste aller Länder mit Angabe ihrer Werke, Bibliographisches Institut, Leipzig, 1882.
- Lexikon der Bildenden Künste. Technik und Geschichte der Baukunst, Plastik, Malerei, und der vervielfältigenden Künste; Künstler, Kunststätten, Kunstwerke etc, Bibliographisches Institut, Leipzig, 1883
- Französische Maler des 18. und 19. Jahrhunderts, Bruno Lemme, Leipzig, 1884 (= Klassiker-Bibliothek der bildenden Künste. Klassiker der Malerei)